# Астрономія в Нігерії
Астрономія в Нігерії є однією з найбільш розвинутих в Африці, хоча за світовими мірками розвинута досить слабко. Станом на 2008 рік в Нігерії було всього близько десяти професійних астрономів і не було організованих астрономів-аматорів.

## Історія

### Народна астрономічна міфологія
В усній традиції народів Нігерії збереглось багато космогонічних і астрономічних міфів.
Народи хауса мають багато легенд про Сонце, Місяць і зорі. Вони навіть дали імена деяким зорям і сузірʼям, наприклад, Стожари називаються kaza Maiyaya – «курка з курчатами». За однією з легенд, Сонце народило доньку від Місяця і дало її Місяцю потримати, але донька була занадто гарячою, і місяць впустив її на землю. Через це на землі тепло, а розгніване Сонце тепер завжди гониться на небі за Місяцем. За іншою легендою, Сонце йде небом по пісочній доріжці, а доріжка Місяця повна тернів, тому місяць не може йти так швидко, як Сонце. Коли знесилений Місяць переходить на доріжку Сонця, Сонце його ловить, і стається сонячне затемнення. Тоді люди бʼють в барабани і просять Сонце відпустити Місяць.
За уявленнями народів йоруба, землю мав створити оріша на імʼя Обатала, який для цого отримав від бога неба Олоруна креслення, жменьку багнюки, ланцюг, п’ятипалу курку та докладні інструкції. Але Обатала перепив пальмового вина і заснув, а його молодший брат Одудуа за порадою хамелеона зліз з неба по ланцюгу, кинув жменьку багнюки в первинне море, і курка розгрібла багнюку в есі боки, створивши світ.
У багатьох громадах народа ігбо сільськогосподарські сезони досі визначаються за місячним календарем царями-жерцями, які досліджують рух сонця, місяця і іноді навіть планет. Рік складається з 12 місяців, і з кожним з них пов’язана окрема господарська діяльність. Кожен місяць має сім тижнів, по чотири дні в кожному. Таким чином, рік ігбо складається 354 днів, і час від часу їм доводиться додавати тринадцятий місяць, який називається «безіменним», «порожнім» або «втраченим» місяцем. Перший місяць року є початком сільськогосподарського сезону і має бути правильно синхронизований з приходом дощів, інакше весь врожай може бути зруйновано.

### Становлення наукових астрономічних досліджень
Предмет астрономії вперше зʼявився на кафедрі математики Університету Нігерії у Нсуцці у 1962 році, а потім був перенесений на кафедру фізики. Першим цей предмет викладав доктор Джон Гаустад, поки він не покинув Нігерію на початку нігерійсько-біафранської громадянської війни (1967-1970). 
Після війни в Нігерію повернулись Самуел Окоє і кілька його колег і зайнялися реформуванням викладання в Університеті Нігерії в Нсуцці. Окоє був першим чорношкірим африканцем, який здобув ступінь доктора філософії з радіоастрономії (1965), при цьому він працював в Кембриджі під керівництвом майбутнього Нобелівського лауреата Ентоні Гʼюїша і був співвідкривачем пульсара Крабоподібної туманності. Керуючи кафедрою в 1978–1981 роках, Окоє зробив астрономію обовʼязковим предметом для бакалаврів 3 курсу і предметом на вибір для бакалаврів 4 курсу. Сама кафедра фізики була перейменована на "кафедру фізики та астрономії", ставши першою такою кафедрою в Африці.
Залучивши фінансову допомогу Університету Каліфорнії в Берклі і першого президента Нігерії Ннамді Азіківе, Окоє зміг побудувати в Університеті Нігерії 10-метровий радіотелескоп. Він відкрився в 1985 році як Центр космічних досліджень Ннамді Азіківе (Nnamdi Azikiwe Space Research Centre). Окоє планував спільні спостереження пульсарів спільно з Індією і навіть радіонтерферометрію з наддовгою базою спільно з Німеччиною. Через бюрократичні перешкоди і відсутність подальшої фінансової підтримки, ці проєкти не вдалось реалізувати. Радіотелескоп, який стояв без діла на віддаленій ділянці університетської території, був пошкоджений вандалами і з 1987 року перестав працювати.
В 1998 році в Іле-Іфе відкрився міжнародний центр, повʼязаний з космічними науками – Африканський регіональний англомовний освітній центр з космічних наук і (англ. African Regional Centre for Space Science and Technology Education in English Language, ARCSSTE-E), а 2000 році в Нсуцці був створений Національний центр основної космічної науки (англ. National Centre for Basic Space Science) під керівництвом нігерійського астрофізика Піуса Океке.

## Сучасний стан
В Нігерії немає великих астрономічних інструментів або спеціалізованих наукових установ.
Національне агентство Нігерії з досліджень і розробок в області космічної техніки вже запустило в космос кілька апаратів.

### Популяризація астрономії
Астрономія непопулярна серед нігерійців, вона вважається позбавленою практичного змісту. Аматорська астрономія в країні не розвинена. Створене в 2004 році Нігерійське відділення Астрономічного товариства Західної Африки ставить собі на меті популяризацію астрономії в Нігерії.